# Ingrid Schäfer-Poels
Ingrid Martine Petronella Schäfer-Poels (Sittard, 27 september 1976 – aldaar, 30 april 2025) was een Nederlands politiefunctionaris. Ze werd per 1 maart 2018 benoemd tot hoofdcommissaris van de Regionale Politie Eenheid Limburg. Hiervoor was zij sectorhoofd van een van de drie districten van de zuidelijke eenheid. 

## Loopbaan
De bestuurder was haar hele carrière al werkzaam in de provincie Limburg. Voor Schäfer-Poels overstapte naar de politie werkte zij als beleidadviseur bij de gemeente Geleen en Sittard-Geleen. Later was zij ook enkele jaren de kabinetschef van de burgemeester. In 2006 stapte Ingrid Schäfer-Poels over naar de politie in Limburg, ze bekleedde hier vervolgens verschillende bestuurlijke rollen. De laatste jaren was zij voornamelijk werkzaam in het District Parkstad-Limburg. Begin 2018 werd Schäfer-Poels voorgedragen om hoofdcommissaris Gery Veldhuis op te volgen, die de eenheid verliet om aan de slag te gaan als hoofd van Regionale Eenheid Noord-Nederland. Op 1 maart 2018 werd Ingrid Schäfer-Poels aangesteld. Zij was de eerste vrouwelijke hoofdcommissaris van de eenheid in Limburg.
In 2020 werd bij Schäfer-Poels borstkanker geconstateerd, waardoor ze tijdelijk uit de roulatie was. In 2023 keerde de ziekte terug en bleek ongeneeslijk. In november 2023 legde zij haar functie definitief neer vanwege haar gezondheid, haar opvolger werd Jan van Loosbroek. Ze overleed op 30 april 2025, op 48-jarige leeftijd.